# 聖宗 (遼)
聖宗（せいそう）は、契丹（遼）の第6代皇帝。諱は文殊奴。遼第一の智勇兼備の名君と伝わる。

## 生涯
第5代皇帝景宗の長男。12歳で即位し、統和元年（983年）に国号を大遼から大契丹に改めた。治世前半は母の承天皇太后（睿智皇后蕭綽）や父帝の代からの家臣団の補佐による執政体制であり、1009年に母が死去し、30代より親政を開始した。東辺では女真族を、西辺では西夏と協力しウイグル人の西域諸国を服従させた。
統和22年（1004年）には大軍を率いて親征を行い、北宋領の黄河河畔（現在の河北省）に侵攻した。これに対して宋は真宗の親征軍が迎撃したため、両軍は黄河を挟んで対峙した。しかし膠着状態が続いたため同年に澶淵の盟を締結して両軍は撤退した。これ以降、契丹は宋に対し兄事する関係となり、宋から毎年贈り物（歳幣）を贈られることとなった。
ただ、高麗について北宋との断交と契丹の年号を使用することを取り付けたが、その代償として江東6州を割譲しなければならなかった。その後、要衝である江東6州の奪還を目指して、何回か兵を送ったが、開泰7年（1018年）に高麗の名将姜邯賛に大敗し、侵攻を諦めて開泰9年（1020年）に両国で講和が結ばれた（契丹の高麗侵攻も参照）。講和において高麗が江東6州を領有することを認めたが、一方で高麗は再び契丹の年号を使用し、その冊封を受けることになったため高麗が宋と結んで遼の背後を脅かす危険性を取り除くことができた。
治世後半においては国内の内政・軍事の組織化に尽力し、中央集権化を推進して、契丹の全盛期を招来した。太平11年（1031年）に61歳で崩御すると、長男の只骨が皇位を継承して興宗となった。陵墓は慶州（現在のバイリン右旗索博日嘎鎮白塔子村）近郊にある。聖宗の中央集権化により国力を充実させた契丹は、興宗・道宗の時代まで全盛期が続いた。

## 宗室

### 后妃
- 正室：仁徳蕭皇后、欽哀蕭皇后
- 側室：李宗妃、蕭貴妃、馬麗儀、白昭儀、李順儀、艾芳儀

### 子
1. 耶律只骨（宗真、興宗）
2. 耶律孛吉只（宗元、重元、秦国王）
3. 耶律別古特（宗簡、柳城郡王）
4. 耶律呉哥（宗訓、燕王）
5. 耶律狗児（宗偉、南府宰相）
6. 耶律侯古（宗願、混同郡王）

### 女
- 耶律燕哥（宋国長公主、蕭継先の子の蕭匹里の妻）
- 耶律巌母菫（秦晋国大長公主、蕭浞卜の妻）
- 耶律搠古（晋蜀国大長公主、蕭孝忠の妻）
- 耶律崔八（南陽公主、蕭孝先の妻）
- 耶律陶哥（長寧公主、蕭楊六の妻）
- 耶律鈿匿（荊国公主、蕭図玉の子の蕭双古の妻）
- 耶律九哥（潯陽公主、蕭璉の妻）
- 耶律長哥（臨海公主、大力秋の妻、後に蕭撻凜の子の蕭慥古の妻）
- 耶律八哥（同昌公主、劉三嘏の妻）
- 耶律十哥（三河公主、蕭孝穆の弟の蕭高九の妻）
- 耶律擘失（仁寿公主、劉三嘏の弟の劉四端の妻）
- 耶律泰哥（蕭忽烈の妻）
- 耶律賽哥（金郷公主、蕭図玉の妻）
- 耶律興哥（蕭王六の妻）